# The Texas Chainsaw Massacre (videogioco 2023)
The Texas Chain Saw Massacre è un videogioco d'orrore sviluppato da Sumo Digital, pubblicato nel 2023 per Microsoft Windows, PlayStation 4, PlayStation 5, Xbox One e Xbox Series X/S. Il gioco è basato sul film del 1974 Non aprite quella porta.

## Trama
La trama del gioco ruota attorno ad Ana Flores e ai suoi amici del college, che vanno alla ricerca della sorella scomparsa, Maria, vicino alla città immaginaria di Newt, in Texas. Il gruppo viene infine catturato dalla famiglia Slaughter, un gruppo di maniaci cannibali. 
I giocatori iniziano una partita assumendo il ruolo di un membro della famiglia o di una vittima, con un totale di tre membri della famiglia e quattro vittime giocabili per un totale di sette giocatori per partita. Una partita è ambientata su una mappa casuale delle cinque mappe attualmente giocabili. Ogni mappa ha una variazione diurna e notturna, che altera l'illuminazione e l'atmosfera. Una caratteristica su ogni mappa è il seminterrato dove tutte le vittime e Leatherface iniziano la partita.
Dopo essere sfuggite alle restrizioni, le vittime devono prima fuggire dal seminterrato per raggiungere vari metodi di fuga. Le vittime possono scappare attraverso una delle quattro uscite sempre presenti in ogni mappa. Nel frattempo i familiari devono rintracciare e uccidere le vittime; se viene inflitto abbastanza danno a una vittima, viene immediatamente uccisa e rimossa dalla partita. I membri della famiglia devono anche nutrire il Nonno, un personaggio stazionario che si nutre del sangue delle vittime e delle sacche di sangue sparse per la mappa. Dopo essere stato svegliato dal rumore prodotto dalle vittime, occasionalmente strillerà, rivelando i contorni di ogni vittima che si sta trasferendo a tutti i membri della famiglia. Una partita viene completata quando tutte le vittime scappano o vengono uccise.
I giocatori acquisiscono esperienza da ogni round e possono spendere i punti abilità guadagnati nell'albero delle abilità specifico di ogni personaggio. I vantaggi e gli attributi vengono sbloccati tramite l'albero delle abilità, consentendo a ciascun personaggio di essere personalizzato e adattarsi a un determinato stile di gioco.

## Personaggi
† Questo simbolo indica i personaggi disponibili tramite i DLC.
Ci sono otto membri della famiglia con cui giocare, ognuno con stili di gioco e abilità unici.
i primo tre killer sono stati presi dal film del 1974:
- Leatherface è un maniaco armato di motosega che è unico in quanto inizia il gioco nel seminterrato con le vittime. La sua motosega gli permette di distruggere gli ostacoli e infliggere ingenti danni alle vittime.
- Il Cuoco è un vecchio in grado di ascoltare le vittime che fanno rumore, garantendogli la capacità di vederle attraverso la mappa.
- L'autostoppista ha accesso a trappole che possono essere posizionate per immobilizzare temporaneamente le vittime che le calpestano. L'autostoppista eccelle anche nell'inseguire le vittime grazie alla sua elevata resistenza e alla capacità di infilarsi negli spazi ristretti.
- Johnny, il quarto membro della famiglia, eccelle nel tracciamento ed è in grado di vedere le impronte delle vittime per un breve periodo dopo aver attraversato un'area.
- Sissy, un'ex residente dello Spahn Ranch, è in grado di creare polveri velenose e mischiarle nei medicinali, oppure soffiare polvere di veleno sulle vittime creando ostacoli sul loro cammino.
- Nancy † , la madre di Johnny, può vedere dove si trovano le vittime e posizionare trappole di filo spinato negli spazi vuoti e nei vespai.
- Hands † , un lontano cugino della famiglia Slaughter che brandisce un martello, è in grado di colpire le vittime, smantellare valvole e fusibili e installare trappole esplosive elettrificate su barricate, vespai e altri oggetti metallici.
- Ossa † , un lavoratore al cimitero di Newt, in Texas, utilizza un coltello seghettato ed è in grado di piazzare delle bombe gore artigianali che feriscono gravemente le vittime e distruggono le porte e ostacoli vicini. Le vittime colpite dalla bomba vengono rivelate a Bones per 15 secondi

Ci sono sette vittime che possiedono ciascuna le proprie abilità e sono nuovi personaggi creati per il gioco.
- Ana Flores è la leader del gruppo e subisce meno danni dagli attacchi.
- Connie Taylor può aprire le porte quasi istantaneamente con una riduzione della resistenza.
- Julie Crawford può temporaneamente correre più a lungo e non essere rilevabile dalle capacità di tracciamento dei membri della famiglia.
- Leland McKinney può abbattere i membri della famiglia, stordendoli temporaneamente.
- Sonny Williams è in grado di rilevare i movimenti nelle vicinanze effettuati dai familiari e dalle vittime.
- Danny Gaines † è il fidanzato di Maria ed è in grado di manomettere le uscite, rendendole non chiudibili ai membri della famiglia.
- Virginia † è una vittima con la capacità di creare polveri medicinali e polveri accecanti per aiutarla nella fuga.
- Maria Flores † è la sorella di Ana e ha l'abilità di parlare dolcemente al nonno, permettendo la capacità di impedire al nonno di evidenziare le vittime durante l'urlo e di individuare invece i killer.
- Wyatt Dunn † è un Bull Rider di Austin. È stato rapito da Ossa durante una visita alla tomba del fratello in un vecchio cimitero. La sua abilità permette con una scheggia d'osso di tirarla contro i killer e stordirli per qualche secondo.

## Sviluppo
Gun Interactive aveva già creato il gioco horror del 2017 Friday the 13th: The Game. In seguito alla perdita dei diritti del videogioco, Gun Interactive ha iniziato a sviluppare The Texas Chain Saw Massacre dopo aver ottenuto i diritti dal co-sceneggiatore del film originale Kim Henkel. 
Henkel detiene solo i diritti interattivi del film omonimo del 1974 e quindi Gun Interactive non ha potuto legalmente elementi di altri film della serie.
Gli sviluppatori hanno utilizzato il motion capture per ritrarre le animazioni di ogni personaggio nel gioco.
Prima del rilascio completo del gioco, dal 25 al 29 maggio 2023 è stato eseguito un test tecnico in cui i giocatori potevano giocare a una versione ad accesso anticipato del gioco.
Nel febbraio 2024, è stato annunciato che i Black Tower Studios erano i nuovi sviluppatori del gioco.
Nel maggio del 2025 è stato reso noto, dal sito ufficiale degli sviluppatori del gioco, che non ci saranno più modifiche o aggiunte di nuove mappe o personaggi futuri su DLC in quanto gli sviluppatori hanno affermato che sono riusciti ad "offrire" tutto ciò che volevano fare. 